# Bulgaria en la Copa Mundial de Fútbol de 1962
Bulgaria fue una de las 16 selecciones participantes en la Copa Mundial de Fútbol de Chile 1962, la cual es su primera participación en un mundial.

## Clasificación

### Grupo 2
| Pos. | Equipo    | Pts. | PJ | G | E | P | GF | GC | Dif. | Clasificación |
| ---- | --------- | ---- | -- | - | - | - | -- | -- | ---- | ------------- |
| 1    | Bulgaria  | 9    | 4  | 3 | 0 | 1 | 6  | 4  | +2   | Clasificado   |
| 2    | Francia   | 9    | 4  | 3 | 0 | 1 | 10 | 3  | +7   |               |
| 3    | Finlandia | 0    | 4  | 0 | 0 | 4 | 3  | 12 | −9   |               |

 Fuente: 
| 11-12-1960 | Francia                                 | 3–0     | Bulgaria | Stade Olympique Yves-du-Manoir, Colombes, Francia   |                                                     |
|            | Wisnieski 48' · Marcel 58' · Cossou 80' | Reporte |          | Asistencia: 40,690 espectadores Árbitro(s): Bonetto | Asistencia: 40,690 espectadores Árbitro(s): Bonetto |

| 16-6-1961 | Finlandia | 0–2     | Bulgaria                     | Olympiastadion, Helsinki, Finlandia                  |                                                      |
|           |           | Reporte | Iliev 33' · Kolev 75' (pen.) | Asistencia: 11,977 espectadores Árbitro(s): Latyshev | Asistencia: 11,977 espectadores Árbitro(s): Latyshev |

| 29-10-1961 | Bulgaria                               | 3–1     | Finlandia       | Vasil Levski, Sofia, Bulgaria                     |                                                   |
|            | Yakimov 28' · Diev 34' · Velichkov 86' | Reporte | Pietiläinen 10' | Asistencia: 40,000 espectadores Árbitro(s): Baçar | Asistencia: 40,000 espectadores Árbitro(s): Baçar |

| 12-11-1961 | Bulgaria  | 1–0     | Francia | Vasil Levski, Sofia, Bulgaria                    |                                                  |
|            | Iliev 89' | Reporte |         | Asistencia: 55,000 espectadores Árbitro(s): Fend | Asistencia: 55,000 espectadores Árbitro(s): Fend |

| 16-12-1961 | Bulgaria    | 1–0     | Francia | San Siro, Milan, Italia                              |                                                      |
| | Yakimov 47' | Reporte |         | Asistencia: 34,740 espectadores Árbitro(s): Lo Bello | Asistencia: 34,740 espectadores Árbitro(s): Lo Bello |
| Partido de desempate en sede neutral para definir al clasificado luego de que ambas selecciones terminaran empatadas en puntos. |             |         |         |                                                      |                                                      |

## Jugadores
Estos son los 22 jugadores convocados para el torneo:

## Resultados
Bulgaria fue eliminada en el grupo 4.
| País       | J | G | E | P | GF | GC | PTS |
| ---------- | - | - | - | - | -- | -- | --- |
| Hungría    | 3 | 2 | 1 | 0 | 8  | 2  | 5   |
| Inglaterra | 3 | 1 | 1 | 1 | 4  | 3  | 3   |
| Argentina  | 3 | 1 | 1 | 1 | 2  | 3  | 3   |
| Bulgaria   | 3 | 0 | 1 | 2 | 1  | 7  | 1   |

| 30 de mayo de 1962 | Argentina  | 1–0     | Bulgaria | Estadio El Teniente, Rancagua                               |                                                             |
|                    | Facundo 4' | Reporte |          | Asistencia: 7,134 espectadores Árbitro(s): Juan Gardeazábal | Asistencia: 7,134 espectadores Árbitro(s): Juan Gardeazábal |

| 3 de junio de 1962 | Hungría                                        | 6–1     | Bulgaria    | Estadio El Teniente, Rancagua                               |                                                             |
|                    | Albert 1' 6' 53' · Tichy 8' 70' · Solymosi 12' | Reporte | Sokolov 64' | Asistencia: 7,442 espectadores Árbitro(s): Juan Gardeazábal | Asistencia: 7,442 espectadores Árbitro(s): Juan Gardeazábal |

| 7 de junio de 1962                              | Inglaterra | 0–0     | Bulgaria | Estadio El Teniente, Rancagua                              |                                                            |
|                                                 |            | Reporte |          | Asistencia: 5,700 espectadores Árbitro(s): Antoine Blavier | Asistencia: 5,700 espectadores Árbitro(s): Antoine Blavier |
| Primer punto de Bulgaria en una copa del mundo. |            |         |          |                                                            |                                                            |